# Булгаро
Булгаро или дословно са италијанског Бугар је најистакнутији глосатор и ученик Ирнерија, лични адвокат Фредерика Барбаросе.
Познат је као оснивач Правног факултета Универзитета у Болоњи, па чак и као оснивач универзитета као посебне врсте високошколске установе највишег ранга са главним правним факултетом и дизајниране да припрема првенствено правнике.
Ушао је у историју као прворазредни беседник, оживљен реторичка уметност из антике, због чега је и добила надимак „Bulgarus os aureum“.
Универзитетска капела Универзитета у Болоњи, названа по Богородици Бугарима, такође је посвећена Булгару. Претпоставља се да је Булгаро потомак богумила из теме Бугарске, који су емигрирали у Болоњу у 11. веку. 